# Mothership
| Оценки критиков | Оценки критиков |
| Источник        | Оценка |
| --------------- | --- |
| Allmusic        | ссылка |
| Blender         | ссылка |
| IGN             | 9.6/10 ссылка |
| Mojo            | · (декабрь 2007, стр. 129) |
| NME             | ссылка |
| Planet Sound    | 9 из 10 звёзд · 9 из 10 звёзд · 9 из 10 звёзд · 9 из 10 звёзд · 9 из 10 звёзд · 9 из 10 звёзд · 9 из 10 звёзд · 9 из 10 звёзд · 9 из 10 звёзд · 9 из 10 звёзд |
| Q               | · (ноябрь 2007, стр. 129) |
| The Times       | ссылка |
| Uncut           | ссылка |

Mothership — сборник британской рок-группы Led Zeppelin, выпущенный 12 ноября 2007 года в формате 2хCD с 24 песнями и в люкс-исполнении 2xCD + 1 DVD с 2 часами видеоклипов группы (20 композиций) под лейблом Atlantic Records/Warner Music Group и включённый в официальную дискографию группы. Песни для сборника отобраны лично участниками группы: Джимми Пейджем, Робертом Плантом, и Джоном Пол Джонсом, — и представляют все 8 официальных альбомов группы (не включая вышедший в 1982-м году альбом Coda). Позднее, 28 августа 2008 года, были выпущены 4 виниловые пластинки.

## Список композиций

### Диск 1
1. «Good Times Bad Times»  (из Led Zeppelin, 1969 Бонэм/Джонс/Пейдж) — 2:48
2. «Communication Breakdown» (Led Zeppelin, 1969, Джонс/Пейдж/Плант) — 2:30
3. «Dazed and Confused» (Led Zeppelin, 1969, Пейдж) — 6:27
4. «Babe I’m Gonna Leave You» (Led Zeppelin, 1969, Бредон/Пейдж/Плант) — 8:25
5. «Whole Lotta Love» (Led Zeppelin II, 1969, Бонэм/Диксон/Джонс/Пейдж/Плант) — 5:34
6. «Ramble On» (Led Zeppelin II, 1969, Пейдж/Плант) — 4:24
7. «Heartbreaker» (Led Zeppelin II, 1969, Бонэм/Джонс/Пейдж/Плант) — 4:14
8. «Immigrant Song» (Led Zeppelin III, 1970, Пейдж/Плант) — 2:27
9. «Since I've Been Loving You» (Led Zeppelin III, 1970, Джонс/Пейдж/Плант) — 7:24
10. «Rock and Roll» (Led Zeppelin IV, 1971, Бонэм/Джонс/Пейдж/Плант) — 3:41
11. «Black Dog» (Led Zeppelin IV, 1971, Джонс/Пейдж/Плант) — 4:58
12. «When the Levee Breaks» (Led Zeppelin IV, 1971, Бонэм/Джонс/Пейдж/Плант/Минай) — 7:10
13. «Stairway to Heaven» (Led Zeppelin IV, 1971, Пейдж/Плант) — 8:02

### Диск 2
1. «The Song Remains the Same» (Houses of the Holy, 1973, Пейдж/Плант) — 5:31
2. «Over the Hills and Far Away» (Houses of the Holy, 1973, Пейдж/Плант) — 4:50
3. «D’yer Mak’er» (Houses of the Holy, 1973, Бонэм/Джонс/Плант) — 4:23
4. «No Quarter» (Houses of the Holy, 1973, Джонс/Пейдж/Плант) — 7:00
5. «Trampled Under Foot» (Physical Graffiti, 1975, Джонс/Пейдж/Плант) — 5:36
6. «Houses of the Holy» (Physical Graffiti, 1975, Пейдж/Плант) — 4:03
7. «Kashmir» (Physical Graffiti, 1975, Бонэм/Пейдж/Плант) — 8:31
8. «Nobody's Fault but Mine» (Presence, 1976, Пейдж/Плант) — 6:27
9. «Achilles Last Stand» (Presence, 1976, Пейдж/Плант) — 10:25
10. «In the Evening» (In Through the Out Door, 1979, Пейдж/Плант) — 6:51
11. «All My Love» (In Through the Out Door, 1979, Джонс/Плант) — 5:53

### Диск 3 DVD
Mothership Deluxe Edition (Диск 3) содержит видеоклипы с DVD диска Led Zeppelin DVD (20 из 39)

## Участники записи
- Джимми Пейдж — гитара, бэк-вокал, продюсер
- Роберт Плант — вокал, губная гармошка, бубны
- Джон Пол Джонс — орган, бас-гитара, бэк-вокал
- Джон Бонэм — барабаны, бэк-вокал
- Шепард Фейри — обложка